# 抒情小品
《抒情小品》（英語：Lyric Pieces）是挪威作曲家葛利格的一系列鋼琴作品短曲集。他共寫成了十套、66首曲子。最早一首寫於1867年，最後一首寫完1901年。《抒情小品》是葛利格的代表作之一，當中包含了不少挪威的民歌、當地鄉村民間音樂等。而個別曲子更常被作獨立演奏，如作品65第6首《特羅豪根的婚禮》、作品43第6首的《致春天》等。而作品54及作品68部份曲目更被作曲家改篇成為管絃樂作品。

## 完整曲目表
雖然作品家於不同時期出版不同的冊數，但現時一般的音樂出版商都慣習常把十套作品整合至一至兩冊樂譜發售。而Edition Peters更為各短曲另行加入順序號，由1至66號為止。
第一冊，作品12（約1866-1867年創作，1867年出版）
- No. 1, 小詠嘆調（Arietta）
- No. 2, 圓舞曲（Vals）
- No. 3, 守衛之歌 (Vektersang) - 寫於觀看莎士比亞《馬克白》後而創作
- No. 4, 精靈之舞（Alfedans）
- No. 5, 民歌（Folkevise）
- No. 6, 挪威民謠（Norsk）
- No. 7, 紀念冊頁（Albumblad）
- No. 8, 國家的歌（Fedrelandssang）

第二冊，作品38（主要於1883年創作，同年出版）
- No. 1, 搖籃曲（Berceuse）
- No. 2, 民歌（Folkevise）
- No. 3, 旋律（Melodi）
- No. 4, 侯靈舞（Halling）
- No. 5, 躍跳舞（Springdans）[1]
- No. 6, 哀曲（Elegi'）
- No. 7, 圓舞曲（Vals）1866年寫成，1883年修改
- No. 8, 卡農（Kanon）約1877-78年完成，1883年修改

第三冊，作品43（主要於1886年創作，同年出版，題獻姶伊西多爾·賽斯）
- No. 1, 蝴蠂（Sommerfugl）
- No. 2, 孤獨的旅行者（Ensom vandrer）
- No. 3, 在故鄉（I hjemmet）
- No. 4, 小鳥（Liten fugl）
- No. 5, 情慾之歌（Erotikk）
- No. 6, 在春天（Til våren）

第四冊，作品47（於1886-8年間創作，1888年出版）
- No. 1, 圓舞即興曲（Valse-Impromptu）
- No. 2, 紀念冊頁（Albumblad）
- No. 3, 旋律（Melodi）
- No. 4, 侯靈舞（Halling）
- No. 5, 哀曲（Melankoli）
- No. 6, 躍跳舞（Springtanz） (Spring dance,[1] composed 1872?; revised 1888)
- No. 7, 輓歌（Elegi）

第五冊，作品54（於1889-91年創作，1981年出版，後來作曲家為第1-4號配以管絃樂演奏，並稱為《抒情組曲》）
- No. 1, 牧童（Gjetergutt）
- No. 2, 剛格舞曲（Gangar）
- No. 3, 侏儒進行曲（Trolltog）
- No. 4, 夜曲（Notturno ）
- No. 5, 諧謔曲（Scherzo）
- No. 6, 鐘聲（Klokkeklang）

第六冊，作品57（約於1890-3年間創作，1893年出版）
- No. 1, 消失的日子（Svundne dager）
- No. 2, 加德（Niels Gade）（題獻給尼爾斯·加德）
- No. 3, 幻象（Illusjon）
- No. 4, 秘密（Geheimniss）
- No. 5, 她在跳舞（Hun danser）
- No. 6, 鄉愁（Heimweh）

第七冊，作品62（約於1893-5年間創作，1895年出版）
- No. 1, 風精靈（Sylfide）
- No. 2, 感謝（Takk）
- No. 3, 法國風小夜曲（Fransk serenade）
- No. 4, 小溪流（Bekken）
- No. 5, 幻景（Drømmesyn）
- No. 6, 歸途（Hjemad）

第八冊，作品65（於1896年創作，1897年出版）
- No. 1, 在青春時（Fra ungdomsdagene）
- No. 2, 農夫之歌（Bondens sang）
- No. 3, 憂愁（Tungsinn）
- No. 4, 沙龍（Salong）
- No. 5, 敍事曲（I balladetone）
- No. 6, 特羅豪根的婚禮（Bryllupsdag på Troldhaugen）

第九冊，作品68（於1898-9年間創作，1899年出版，當中第4和5首被葛利格於同年配以管絃樂）
- No. 1, 水手之歌（Matrosenes oppsang）
- No. 2, 祖母的小步舞曲（Bestemors menuet）
- No. 3, 在你身旁（For dine føtter）
- No. 4, 高山中的黃昏（Aften på højfjellet）
- No. 5, 搖籃曲（Bådnlåt）
- No. 6, 哀傷圓舞曲（Valse mélancolique）

第十冊，作品71（於1901年創作，同年出版）
- No. 1, 從前（Det var engang）
- No. 2, 夏天的黃昏（Sommeraften）
- No. 3, 搞蛋小精靈（Småtroll）
- No. 4, 樹林中的寧靜Skogstillhet (Peace in the woods)
- No. 5, 侯靈舞（Halling）
- No. 6, 已過去的（Forbi）
- No. 7, 回憶（Efterklang）

## 外部連結

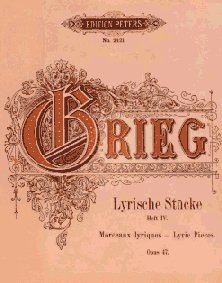
Edition Peters出版的第四冊（作品47）封面

- Lyric Pieces Opp. 12，38，43，47，54，57：国际乐谱典藏计划上的乐谱